# Ільїн Олег Андрійович
Олег Андрійович Ільїн (нар. 8 червня 1997, Одеса, Україна) — український футболіст, правий півзахисник ковалівського «Колоса».

## Життєпис

### Ранні роки
Народився в Одесі, вихованець місцевого «Чорноморця». У 2015 році приєднався до молодіжної академії «Дніпра». Паралельно з виступами в молодіжній академії того року виступав у Суперлізі Дніпропетровської області (8 матчів, 2 голи). Напередодні старту сезону 2017/18 років переведений до першої команди дніпровського клубу. Дебютуваву футболці «Дніпра» 15 липня 2017 року в програному (1:2) виїзному поєдинку 1-о туру групи «Б» Другої ліги проти одеського «Реал Фарми». Олег вийшов на поле в стартовому складі та відіграв увесь матч, а на 57-й хвилині отримав жовту картку. Дебютним голом у футболці дніпровського клубу відзначився 5 серпня 2014 року на 53-й хвилині переможного (2:1) домашнього поєдинку 4-отуру групи Б Другої ліги проти петрівського «Інгульця-2». Ільїн вийшов на поле в стартовому складі та відіграв увесь матч. У першій частині сезону 2017/18 років зіграв 22 матчі в Другій лізі, в яких відзначився 2 голами.

### «Колос» (Ковалівка)
Під час зимової паузи сезону 2017/18 років в українських ЗМІ з'явилася інформація про можливий відхід Олега Ільїна з «Дніпра», після чого юний гравець відправився на перегляд у «Колос». Наприкінці лютого 2018 року підписав контракт з ковалівським клубом. Дебютував за «Колос» 18 березня 2018 року в переможному (4:2) виїзному поєдинку 23-о туру Першої ліги проти київського «Оболонь-Бровар». Олег вийшов на поле в стартовому складі, на 70-й хвилині відзначився голом у воротах киян, а на 90-й хвилині був замінений на Євгенія Морозка. У складі ковалівців відіграв півтора сезони в Першій лізі, допоміг команді вибороти путівку до Прем'єр-ліги. У січні 2019 року продовжив на 1 рік контракт з «Колосом». У Прем'єр-лізі дебютував 30 липня 2019 року в переможному (2:1) домашньому поєдинку 1-о туру проти «Маріуполя». Ільїн вийшов у стартовому складі та відіграв увесь матч, а на 69-й хвилині отримав жовту картку.

## Досягнення
«Колос» (Ковалівка)
- Перша ліга України
  -  Срібний призер (1): 2018/19